# 이즈큐시모다역
이즈큐시모다역(일본어: 伊豆急下田駅、いずきゅうしもだえき)은 일본 시즈오카현 시모다시 히가시홍고 1초메 있는 이즈 급행 이즈 급행선의 역이다. 두단식 승강장 2면 3선을 가진 역이다. 역번호는 IZ16.

## 역 구조
| 1･2･3 | ■ 이즈 급행선 | 상행 | 이토 · 아타미 방면 |

## 갤러리

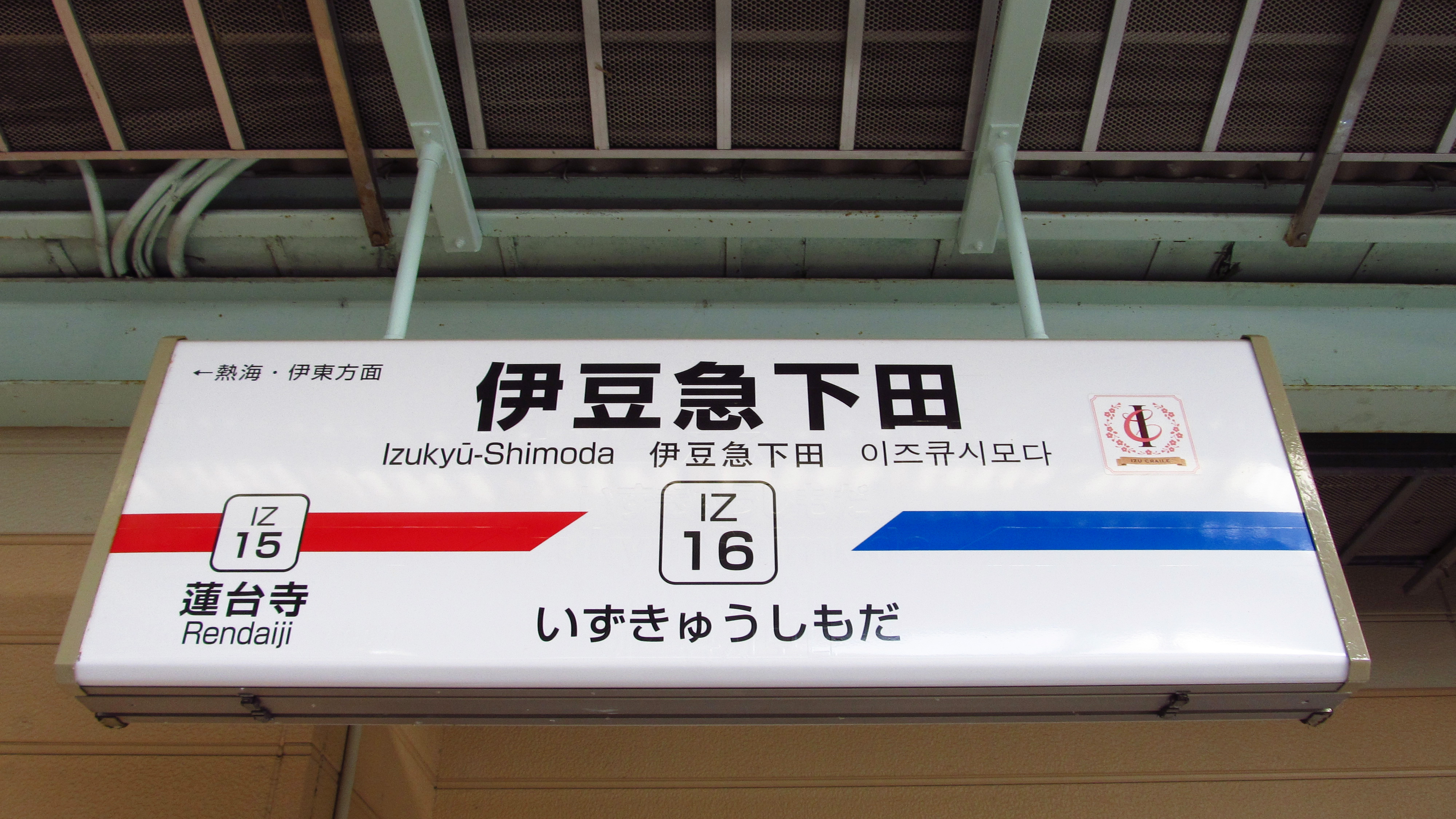
역명판

## 인접역
| 이즈 급행 이즈 급행선 | 이즈 급행 이즈 급행선 | 이즈 급행 이즈 급행선 |
| --------------------- | --------------------- | --------------------- |
| 렌다이지 이토 방면    | ■ 이즈 급행선         | 시·종착역             |